# Hội chứng sợ nôn
Hội chứng sợ nôn, có tên khoa học là Emetophobia, là một loại ám ảnh gây ra những áp lực, căng thẳng, lo lắng liên quan đến việc nôn mửa. Ám ảnh cụ thể này cũng có thể bao gồm các thể loại ám ảnh phụ khác mà gây ra sự lo lắng, bao gồm cả nỗi sợ nôn mửa trước công chúng, sợ bị nôn mửa, sợ xem hành động nôn mửa hoặc sợ bị buồn nôn. Những người mắc phải hội chứng sợ nôn thường thiếu cân, hoặc thậm chí biếng ăn, do chế độ ăn kiêng nghiêm ngặt và họ thường hạn chế thực hiện những sở thích ăn uống của mình. Hội chứng sợ nôn được chẩn đoán lâm sàng là một "tình trạng khó khăn và khó nắm bắt" vì có rất ít nghiên cứu liên quan đến tình trạng này. Nỗi sợ nôn mửa nhận được rất ít sự chú ý so với những nỗi sợ bất hợp lý khác. Hội chứng sợ nôn không bị giới hạn bởi độ tuổi hoặc mức độ trưởng thành. Có những trường hợp mắc phải hội chứng sợ nôn ở thời thơ ấu và tuổi vị thành niên cũng như tuổi trưởng thành. Những lần ói mửa có thể làm cho bất kỳ ai bị ám ảnh hoặc đặc biệt muốn chạy trốn khỏi hiện trường. Một số có thể sợ ai đó sẽ ói mửa thêm, trong khi những người khác có thể sợ chính mình sẽ ói mửa theo. Một số có thể có cả hai. Một số có thể có sự lo lắng khiến họ cảm thấy như họ đang ói nhưng thực tế thì không phải. Những người mắc hội chứng sợ nôn thường bị lo lắng; họ thường có thể la hét hoặc khóc khi chứng kiến ai đó hoặc con gì đó ói mửa.

## Nguyên nhân
Có một sự tán thành mạnh mẽ trong cộng đồng khoa học rằng không có nguyên nhân cụ thể nào dẫn đến hội chứng sợ nôn. Một số người mắc phải hội chứng này đã báo cáo rằng họ đã từng trải qua những kí ức xấu với việc nôn mửa, hầu như luôn luôn ở giai đoạn tuổi thơ, nhưng nhiều người thì không. Một số người cho rằng người mắc phải hội chứng này là nạn nhân của sự ngược đãi thời thơ ấu - tình dục hoặc thể chất. Mặc dù điều này đôi khi đúng, nhưng dường như nó không phổ biến so với dân số nói chung (Christie, 2004). Một số chuyên gia tin rằng hội chứng sợ nôn có thể liên quan đến những lo lắng về việc thiếu kiểm soát. Nhiều người cố gắng kiểm soát bản thân và môi trường của họ theo mọi cách có thể, nhưng đối với việc nôn mửa thì rất khó khăn hoặc không thể kiểm soát được.
Có nhiều yếu tố có thể gây ra hội chứng sợ nôn ở một người. Nó có thể ảnh hưởng đến tâm trí của trẻ nhỏ, nhưng hội chứng sợ nôn cũng có thể ảnh hưởng đến một người ở mọi lứa tuổi. Trong khi một số người mắc phải hội chứng này thực sự mắc phải một số bệnh liên quan đến tâm thần nặng, nhiều người có thể không như thế nhưng có thể được chẩn đoán là mắc phải những triệu chứng tâm lý và trải qua những cuộc điều trị không thích hợp.
Tiến sĩ Angela L. Davidson et al. đã tiến hành một thí nghiệm và đã có được kết luận thông qua các cuộc điều tra khác nhau đối với những người mắc phải hội chứng sợ nôn, có nhiều khả năng có một tiêu điểm kiểm soát bên trong (Internal locus of control) liên quan đến cuộc sống hàng ngày của những bệnh nhân này cũng như các vấn đề liên quan đến sức khỏe. Có một tâm điểm kiểm soát bên trong có nghĩa là một cá nhân nhận thức rằng họ có quyền kiểm soát bản thân họ đối với một tình huống, trong khi một tiêu điểm kiểm soát bên ngoài (external locus of control) có nghĩa là một cá nhân nhận thấy rằng một số thứ nằm ngoài tầm kiểm soát của họ. Tiến sĩ Angela L. Davidson et al. đã giải thích về việc làm thế nào nỗi ám ảnh sợ nôn được tạo ra thông qua một tiêu điểm kiểm soát bằng lời nói, "Cho đến nay, có vẻ hợp lý để quy định rằng những cá nhân có thể bị ám ảnh bởi những sự kiện nằm trong tầm kiểm soát của họ và do đó có thể khó từ bỏ quyền kiểm soát này trong quá trình hành động nôn mửa, do đó gây ra ám ảnh. "
Trong một cuộc khảo sát trên internet được tiến hành bởi Tiến sĩ Joshua D. Lipsitz et al. cho những người mắc phải hội chứng sợ nôn, những người được phỏng vấn đã trả lời bằng cách đưa ra nhiều lý do khác nhau là tại sao họ trở thành một người mắc hội chứng sợ nôn. Trong một số nguyên nhân được liệt kê thì những cơn ói mửa nặng nề ở giai đoạn trẻ em và việc phải chứng kiến trực tiếp cảnh nôn mửa ở những người khác do bệnh tật, do mang thai hoặc do nghiện rượu là những nguyên nhân chính gây nên hội chứng này.